# Violeta Isfel
Violeta Isfel Garma García (Città del Messico, 11 giugno 1985) è un'attrice, cantante e ballerina messicana.

## Biografia
Ha partecipato alle opere di teatro: Pinocchio, Peter Pan, Vaselina e La manzana de la discordia.
Ha preso parte anche ad alcuni programmi televisivi tra cui: La última esperanza, nel 1991, Mujer, casos de la vida real, dal 1994 al 2006.
Ha recitato in María Isabel, Entre el amor y el odio, ¡Vivan los niños!, Rubi, Peregrina, Lola, érase una vez, Las tontas no van al cielo e Atrévete a soñar.